# Lockdown (2014)
Lockdown 2014 es un evento de pago por visión de lucha libre profesional producido por Total Nonstop Action Wrestling siendo la décima edición de Lockdown. Tuvo lugar el 9 de marzo de 2014 desde el BankUnited Center en Miami, Florida.
Desde la edición del 2005 hasta la del 2012, la tradición del evento fue que todas las lucha eran dentro de una jaula de acero, durante la edición de 2013, las luchas en jaula estuvieron solo para las luchas estelares. Este año Lockdown volvió a tener todas sus luchas en jaulas de acero.

## Antecedentes
Después de que A.J. Styles ganara el Campeonato Mundial Peso Pesado de TNA en Bound for Glory, él fue despojado del título después de que se marchara de la empresa. TNA realizó un torneo por el título vacante, con Magnus predominando durante todo el torneo. Styles regresó en la edición del 5 de enero de Impact Wrestling, reclamando seguir siendo el campeón puesto que él nunca tuvo alguna lucha titular. Luego fue derrotado por Magnus debido a la presidenta de TNA Dixie Carter dirigiendo una fuerte cantidad de interferencias contra Styles, haciendo Magnus campeón indiscutible. Samoa Joe retó a Magnus, llamándolo "campeón de papel". En la edición del 30 de enero en Impact Wrestling Samoa Joe y Kurt Angle derrotaron a Magnus y Ethan Carter III en una lucha de parejas, Joe forzó a Magnus a rendirse ganando la lucha y obteniendo una lucha titular por el campeonato mundial pesado de TNA.
Dixie Carter se enteró de que un nuevo inversor estuvo involucrado con TNA . El inversor se reveló en la edición del 30 de enero en Impact Wrestlig resultando ser MVP , en la semanas subsecuentes, MVP explicó que él tenía acciones en la empresa a través de la junta directiva. Intentando limpiar el desastre que él sentía que Carter había producido en la empresa, MVP propuso que ambos organizaran sus equipos para competir en un Lethal Lockdown Match, Carter aceptó.
Madison Rayne regresó a TNA en la edición del 12 de diciembre de 2013 en Impact Wrestling, salvando a ODB al mismo tiempo que se envolvió en un feudo con Gail Kim y su asociada Lei'D Tapa. El feudo progresó un mes después con Rayne obteniendo una lucha titular por el Campeonato de Knockouts de TNA siendo Kim la campeona. En su lucha, Rayne logró ganar el campeonato. Después de que Kim ganara una lucha no titular, un mes después se convirtió en la retadora por el campeonato.
Después de perder los Campeonatos Mundiales en Parejas de TNA, James Storm comenzó un feudo con Gunner quien ganó el maletín Feast or Fired, obteniendo una lucha por el Campeonato Mundial Peso Pesado de TNA. En la edición del 2 de enero de Impact Wrestling, por primera vez en dos años, Storm se unió con su excompañero de Beer Money, Inc., Bobby Roode derrotando a Gunner y Kurt Angle. En la edición especial del 23 de enero en Impact Wrestling, Storm y Gunner lucharon por el maletín Feast or Fired en una lucha de escalera, teniendo a Gunner como ganador. En la edición del 30 de enero, Storm se disculpó con Gunner por sus previas acciones y más tarde, derrotaron a Bad Influence. El 20 de febrero en Impact Wrestling, Storm intervino en la lucha titular entre Gunner y Magnus, cambiando a heel y posteriormente obteniendo una lucha en Lockdown.
El 21 de noviembre de 2013 en Turning Point celebrado en Impact Wrestling, Samuel Shaw apareció en una entrevista en casa con Christy Hemme. El 2 de enero Shaw hizo su debut en Impact Wrestling derrotando a Norv Fernum, durante la lucha, Shaw miraba constantemente a Hemme, la cual estaba presente en ringside. Pronto Shaw comenzó una obsesión con Hemme, constantemente le pedía salir en una cita, incluso se mostró que la casa de Shaw estaba repleta de pósteres y fotos de ella. El 6 de febrero en Impact Wrestling, Hemme confrontó a Shaw reclamando tener un maniquí y un cuarto lleno de fotos de ella. El 20 de febrero, atacó a Mr. Anderson luego de ver que él y Hemme conversaran por unos minutos. 
Tigre Uno, la nueva adquisición de TNA fue confirmado para luchar en su debut contra Manik.
El 31 de enero Samoa Joe venció junto con Kurt Angle al Campeón Mundial Peso Pesado de TNA Magnus y Ethan Carter III. El 6 de febrero, Kurt Angle enfrentó a Magnus, ganando por descalificación cuando EC3 interfirió en la lucha atacándolo, provocándole una lesión. El 27 de febrero, Angle aceptó su inducción al Salón de la Fama de TNA, pero la ceremonia fue interrumpida por EC3, diciendo que Angle debería retirarse. Kurt lo atacó y lo reto a una lucha en Lockdown. El 7 de marzo, Angle fue atacado por EC3 generando una lesión que lo obligó a no luchar como lo tenía previsto.

## Resultados
- The Great Muta, Sanada y Yasufumi Nakanoue (Wrestle-1) derrotaron a Bad Influence (Christopher Daniels & Kazarian) y Chris Sabin (TNA) en un Six-man Interpromotional Tag Team Steel Cage Match. (9:25)
  - Sanada cubrió a Daniels después de un "Moonsault"
- Samuel Shaw derrotó a Mr. Anderson en un Steel Cage Match. (10:10)
  - Shaw ganó al escapar de la jaula.
  - Este combate sólo podía ser ganado escapando de la jaula.
- Tigre Uno derrotó a Manik en un Steel Cage Match.
  - Uno cubrió a Manik después de un "Sabertooth Splash"
- Gunner derrotó a James Storm en un Steel Cage Last Man Standing Match.
  - Gunner ganó cuando Storm no se levantó a la cuenta de 10 después de "Superplex" desde la tercera cuerda sobre un montón de sillas.
- Madison Rayne (c) derrotó a Gail Kim (con Lei'D Tapa) en un Steel Cage Match, reteniendo el Campeonato de Knockouts de la TNA.
  - Rayne cubrió a Kim después de una "Spear" desde la tercera cuerda
- Magnus derrotó a Samoa Joe en un Steel Cage Match, reteniendo el Campeonato Mundial Peso Pesado de la TNA.
  - Magnus ganó después de que Abyss interfiriera en la lucha y atacara a Joe, dejándolo noqueado.
  - Como consecuencia, Abyss cambió a heel.
  - Este combate sólo podía ser ganado por sumisión o knockout.
- Team MVP (MVP (capitán), The Wolves (Eddie Edwards & Davey Richards) y Willow) derrotaron a Team Dixie (Bobby Roode (capitán), The BroMans (Robbie E & Jessie Godderz) y Austin Aries) (con DJ Z, Rockstar Spud y Dixie Carter) en un Lethal Lockdown Match (con Bully Ray como árbitro especial invitado)
  - MVP cubrió a Roode después de una "Drive-By Kick"
  - Durante el combate, Ray atacó a Roode, cambiando a face.
  - Después del combate, Ray le aplicó una "Bully Bomb" a Roode a través de una mesa.
  - Como resultado, MVP ganó completo control de TNA.
  - Si Team Dixie ganaba, Roode se hubiera vuelto dueño del 10% de TNA.